# Preussiella indica
Preussiella indica är en svampart som först beskrevs av Chattop. & C. Das Gupta, och fick sitt nu gällande namn av Lodha 1978. Preussiella indica ingår i släktet Preussiella och familjen Sporormiaceae.   Inga underarter finns listade i Catalogue of Life.